# Koltjärnen (Överlännäs socken, Ångermanland)
Koltjärnen är en sjö i Sollefteå kommun i Ångermanland och ingår i Ångermanälvens huvudavrinningsområde. Sjön har en area på 0,0892 kvadratkilometer och ligger 195,2 meter över havet. Sjön avvattnas av vattendraget Lillån (Gunnån).

## Delavrinningsområde
Koltjärnen ingår i det delavrinningsområde (701119-159546) som SMHI kallar för Mynnar i Högforsån. Medelhöjden är 177 meter över havet och ytan är 36,22 kvadratkilometer. Det finns inga avrinningsområden uppströms utan avrinningsområdet är högsta punkten. Lillån (Gunnån) som avvattnar avrinningsområdet har biflödesordning 3, vilket innebär att vattnet flödar genom totalt 3 vattendrag innan det når havet efter 15 kilometer. Avrinningsområdet består mestadels av skog (89 procent). Avrinningsområdet har 0,34 kvadratkilometer vattenytor vilket ger det en sjöprocent på 0,9 procent.